# بومادری، استرالیا
بومادری، استرالیا (به انگلیسی: Bomaderry) یک شهرک در استرالیا است که در نیو ساوت ولز واقع شده‌است.